# Statue de la Reine Victoria (Winnipeg)
Une statue de la reine Victoria se trouvait devant le palais législatif du Manitoba à Winnipeg, dans le Manitoba, au Canada. Construite durant les années 1900, elle est détruite par des manifestants en 2021.

## Description
Le monument, conçu par le sculpteur britannique George Frampton, a coûté 15 000 dollars et a été financé par des fonds publics et des dons privés. Dévoilée le 1er octobre 1904 par Sir Rodmond Palen Roblin, premier ministre du Manitoba, la statue représente la reine Victoria assise sur un trône, le sceptre royal dans la main droite et le globe dans la main gauche. George Frampton utilise le même modèle pour deux autres statues, toutes deux situées en Angleterre, l'une à St Helens, dans le Merseyside, et l'autre à Leeds, dans le Yorkshire de l'Ouest.

## Destruction
Le 23 juin 2020, la statue est vandalisée avec de la peinture rouge et blanche lors d'une vague de protestations antiracistes.
Le 1er juillet 2021, jour de la Fête du Canada, la statue est renversée et recouverte de peinture lors d'une manifestation dénonçant la mort d'enfants autochtones dans les pensionnats canadiens. La tête, la couronne et le globe sont enlevés par les manifestants ; la tête est récupérée plus tard, sans sa couronne, dans la rivière Assiniboine. Au même moment, une statue de la reine Élisabeth II, située à proximité, est également renversée. La statue de la reine Victoria est jugée irréparable et le gouvernement provincial annonce qu'elle ne sera pas remplacée,, ; à l'inverse, celle d'Élisabeth II est restaurée et remise en place le 2 juin 2023, à l'occasion du 70e anniversaire de son couronnement.
Bien que les deux reines aient été des monarques constitutionnels (ce qui signifie qu'elles n'élaboraient pas de politiques ou de lois et qu'elles étaient tenues de suivre les conseils et les directives de leurs ministres et de leurs parlementaires) et que le Canada ait cessé d'être une colonie du Royaume-Uni en 1867 et définitivement quitté le giron de la Couronne britannique en 1931 (ce qui signifie qu'Élisabeth II régnait distinctement sur le Canada en tant que reine du Canada), les manifestants qui ont abattu les statues estimaient que les deux reines représentaient l'histoire coloniale du pays,.
Lors de la démolition, une bouteille cassée et un message sont découverts à l'intérieur du socle. Sur une liste dactylographiée des personnalités présentes lors de l'inauguration du monument le 30 juillet 1921, on peut lire, écrits à la main, les mots suivants : « En raison de l'interdiction, nous ne pouvons pas respecter la coutume de déposer une bouteille d'eau-de-vie sous la pierre, ce dont nous sommes extrêmement désolés ». Ce document est signé par un tailleur de pierre. Le cabinet provincial a l'intention de conserver le document et de déterminer ce qu'il convient d'en faire.